# Театр доктора Дапертутто
Теа́тр до́ктора Даперту́тто — профессиональный государственный драматический театр, входящий в состав Центра театрального искусства «Дом Мейерхольда», расположенный в городе Пензе, в доме, в котором в 1881–1895 гг. жил Карл Мейерхольд. Уникальность театра состоит в том, что в составе труппы — профессиональные актёры — мужчины, которые в постановках используют «живое» исполнение вокальных номеров, музыкальных партий, пластическое и хореографическое мастерство, а также куклы — манекены. По мнению В. Э. Мейерхольда, «театр — это фантастическое зрелище, декорации, маски в прямом и переносном смысле, гротеск, сценические метафоры и отточенная пластика тела».
«Дапертутто» — один из псевдонимов Мейерхольда, позаимствованный им из повести Э. Т. А. Гофмана «Приключения в Новогоднюю ночь».

## История
В 2001 году Н. А. Кугель получила грант президента РФ за проект создания камерного драматического театра «Театр Доктора Дапертутто», в основе которого — работа актёров с куклами в жанре Комедия дель арте в сочетании с живыми музыкой, пением, танцами. Проект задумывался как театр масок, основываясь на традициях итальянского народного театра, — одной из нереализованных идей В. Э. Мейерхольда.
В 2003 году постановлением Правительства Пензенской области музей сценического искусства имени В. Э. Мейерхольда преобразован в Центр театрального искусства «Дом Мейерхольда», при котором создаётся профессиональный драматический театр-лаборатория «Театр Доктора Дапертутто». Художественным руководителем и главным режиссёром театра назначена заслуженный деятель искусств России Наталья Аркадьевна Кугель. Первый сезон открылся 19 апреля 2003 года премьерным спектаклем по пьесе А. Гуницкого «Практика частных явлений». Постановки театра ставятся в бывшей гостиной дома, где провёл свои детство и юность В. Э. Мейерхольд (в настоящее время — Центр театрального искусства «Дом Мейерхольда»): маленький зал вмещает 70 зрительских мест, сцену, два балкона. В постановках ясно прослеживается попытка воплотить идеи великого театрального педагога и реформатора В. Э. Мейерхольда.
За время существования театр становился лауреатом в шести фестивалях. Принимал участие в III всероссийском театральном фестивале «ПоМост: Провинциальные театры России» (г. Новокуйбышевск, 2005), в международных фестивалях «Бумборамбия-6» (2006), «Интертеатр-2008» (г. Одесса), «Театр. Музыка. Мейерхольд» (г. Пенза, 2010), в XVII международном литературно-театральном фестивале «Майские чтения» (2006).
Театр гастролирует по городам России и Ближнего Зарубежья. Лауреат премии Губернатора Пензенской области.

## Администрация и постановочная часть
- Художественный руководитель, главный режиссёр — заслуженный деятель искусств РФ Кугель Наталия Аркадьевна;
- Заведующий художественно-постановочной частью — заслуженный работник культуры РФ Фенченко Вадим Игнатьевич;
- Художник-постановщик — Волкова Валентина Алексеевна;
- Главный администратор — Туманова Жанна Юрьевна.

## Труппа
В труппе театра состоят только мужчины — профессиональные драматические актёры, актёры — кукольники и музыканты. Это диктуется идеей сценической практики творческого наследия В. Э. Мейерхольда, условиями жанра и тяжёлыми физическими нагрузками. Актёры воплощают и женские образы, и поют, и танцуют.

### Состав
- Баронов Андрей Александрович
- Бирюков Илья Владимирович
- Водопьянов Алексей Владимирович
- Кинге Дмитрий Викторович
- Клевицкий Михаил Леонидович (бывший)
- Коновалов Иван Александрович
- Кудасов Александр Геннадьевич
- Малышев Валерий Викторович
- Орешкин Лев Александрович (бывший)
- Ревякин Василий (бывший)
- Хадиуллин Марат Варисович (бывший)
- Шабанов Владислав (бывший)

## Репертуар
- «Буря» У. Шекспира
- «Вдовы» по пьесе Славомира Мрожека;
- «Венецианские затейники» по пьесе «Вольпоне» Бена Джонсона
- «Зелёная птичка» К. Гоцци
- «Зимняя сказка» У. Шекспира
- «Легенда Раджастана» — инсценировка одной из сказок Индии
- «Похождения Чичикова» М. А. Булгакова
- «Практика частных явлений» А. Гунницкого
- «Три апельсина» — инсценировка народной неаполитанской сказки «Три лимона»
- «Турандот, принцесса китайская» по пьесе Э. Гофмана
- «Что такое облака?» по Пьеру Паоло Пазолини
- «Чудесное кольцо» по мотивам немецких и прибалтийских сказок
- «Щелкунчик» по новеллам Э. Гофмана
- «Capriccioso» по новеллам Э. Гофмана
- «Русская пьеса» – по произведениям М. Е. Салтыкова-Щедрина

## Технические параметры
Театр располагается в здании, которое построено в 1881 году.
Параметры зрительного зала:
- количество мест — 60.

Параметры сцены:
- ширина сцены — 9 м;
- глубина сцены (от красной линии до задней стены) — 5 м;
- высота сцены — 3,5 м.[5]